# 加利福尼亞鎮區 (印地安納州斯塔克縣)
加利福尼亞鎮區（英語：California Township）是位於美國印地安納州斯塔克縣的一個行政鎮區。

## 地方資料
根據2010年美國人口普查的數據，加利福尼亞鎮區的面積為93.90平方千米，當中陸地面積為89.70平方千米，而水域面積為4.20平方千米。當地共有人口2011人，而人口密度為每平方千米21.42人。